# Hundebek
Die oder der Hundebek (auch Hundebeek, Hundebeck oder Heimichhuderbek) war ein Bach im heutigen Hamburger Stadtteil Rotherbaum. Er mündete in die Außenalster.
Ab Mitte des 19. Jahrhunderts wurde er, innerhalb weniger Jahrzehnte, in unterirdische Siele umgeleitet und überbaut.

## Name
Der Name des Baches wird in verschiedenen Quellen unterschiedlich angegeben. Die neueren Quellen benennen ihn als Hundebek, alternativ in den Schreibweisen Hundebeek und Hundebeck. Auch wenn diese Bezeichnung sich bereits in Quellen aus dem Mittelalter wiederfindet, so wurde zu der Zeit vor allem die Bezeichnung Heimichhuderbek, oder auch schlicht Heimichhude, abgeleitet vom Dorf Heimichhude, verwendet. Die genaue Schreibweise unterscheidet sich auf verschiedenen Urkunden; einige Varianten sind Hemichude, Hemichudhe, Heymechudhe, Heymychude, Hemekehude und Hemechude. Früher wurde der Name in männlicher Form als „der Hundebek“ verwendet. Allerdings ist der Name des Bachs in neuerer Zeit wie alle anderen ähnlichen Hamburger Gewässernamen eher in weiblicher Form als „die Hundebek“ zu finden.

## Verlauf
Die Hundebek hatte ihren Ursprung im Hundeteich, der sich im Grindel am späteren Born- und heutigen Allendeplatz befand. Von dort verlief der Bach zunächst in südöstlicher Richtung entlang der früheren Beneckestraße (heute Von-Melle-Park), Schlüterstraße, Moorweidenstraße, unterquerte dabei die heutige Rothenbaumchaussee und floss dann weiter in einem Bogen entlang der Badestraße, ehe er etwa beim heutigen Anleger Rabenstraße in die Außenalster mündete.

## Geschichte

### Spätmittelalter
Im 13. Jahrhundert dehnt sich um die obere Hundebek der Wald Grindel aus. Am Bach liegen die Dörfer Odersfelde und Heimichhude; letzterer Name wird auch synonym für die Hundebek verwendet. Um das Jahr 1270 fließt der Hundebek in der Gegend des Grindel in zwei Armen.
Die Hundebek diente jahrhundertelang als Grenzbach. Bereits in einer Urkunde vom 10. Oktober 1258 beschreiben die Grafen Johann und Gerhard von Holstein die Grenzen ihres Hoheitsgebiets unter anderem mit der Hundebek. Anfang des 14. Jahrhunderts wird die Hundebek in einem Vertrag zwischen der Stadt Hamburg und dem Kloster Herwerdeshude (später Kloster St. Johannis) als Grenze zwischen Kloster- und Stadtgebiet festgelegt, zudem werden die Dörfer Oderfelde und Heimichhude niedergelegt.

### Neuzeit
Die Hundebek wird im Jahre 1599 weiterhin als Grenze klösterlichen Gebietes genannt.

### 18. Jahrhundert
Ab dem 18. Jahrhundert, spätestens jedoch ab dem 19. Jahrhundert, wird die Hundebek überbaut. Das Statistische Bureau der Steuer-Deputation gibt später das Jahr 1719 als das Jahr an, ab dem die Hundebek „allmälig verschwunden ist“.
Durch einen Grenzvergleich am 23. Oktober 1752 wird die Grenze zwischen den Gebieten der Stadt und dem Kloster St. Johannis neu festgelegt; fortan liegt die Grenze nicht mehr an der Hundebek.

### 19. Jahrhundert
Im Jahre 1822 wird an der Hundebek eine öffentliche Schule erbaut, die 1844 vergrößert wird. Die Fläche zwischen Dammtor und Hundebek wird als Weide und als Exerzierfeld für das Militär genutzt.
In einer später verfassten Beschreibung der Gegend wird der Hundebek um das Jahr 1850 ebenfalls beschrieben:

„An der Fontenay-Seite der Badestraße floß der […] Hundebek, einst im Sommer üble Gerüche verbreitend“

#### Überbauung
1842 wird entlang der Hundebek, vom Mittelweg bis zur Rabenstraße, eine neue Straße, die Badestraße, erbaut.
1854 stoppt eine Kommission vorerst die Pläne zur Errichtung eines weiteren Siels an der Rothenbaumchaussee. Angesprochen werden unter anderem die noch unbekannt hohen Kosten des Siels, die Frage nach der Kostenübernahme sowie die Frage nach der Entwässerung des Gebietes.
1862 wird der Quellteich der Hundebek, der Hundeteich, zugeworfen, um den Grindelstieg (heute Universitätsgelände) zu verbreitern. Im Jahre 1863 wird das untere Ende des Baches ab dem Mittelweg in ein Siel aufgenommen und anschließend ausgefüllt.
1868 ergeht eine Mitteilung des Senats an die Bürgerschaft. Angesprochen wird der schlechte Zustand der verbliebenen Hundebek, ausgelöst durch unreine Zuflüsse. Gegen die Beseitigung einzelner unerlaubter Anlagen sei vorgegangen worden, was aber im Ganzen keine Verbesserung herbeigeführt habe. Auch ein weiteres Siel in der Grindelallee habe nicht den erwünschten Erfolg gebracht. Die letzte Choleraepidemie habe den Zustand nochmals verschärft. Zur Lösung der Situation schlägt der Senat die Errichtung weiterer Sielanlagen vor, welche die Schmutzabwässer aufnehmen sollen, um die Hundebek zu schützen. Die Bürgerschaft stimmt dem Vorschlag und der Finanzierung zu.
1872 bekommt der Eigentümer eines Grundstücks an der Ecke Mittelweg/Schulstraße (heute Tesdorpfstraße) die Erlaubnis, den Lauf der Hundebek auf seinem Grundstück zuzuwerfen. Die Hundebek war kurz zuvor bereits von einem Siel am Rothenbaum aufgenommen worden. Danach veräußerte der Eigentümer sein Grundstück, woraufhin dieses bis Ende 1875 bebaut wurde, unter anderem zur Fortführung der Heimhuder Straße.
1875 ist das einzige sichtbare Überbleibsel des Bachs ein Graben zwischen der Moorweide und dem Dammtor, der Rest verläuft in unterirdischen Sielen.
1880 beschreibt C. F. Gaedechens die Hundebek als „gänzlich verschwunden“.
Aufgrund des feuchten Baugrundes bleiben große Teile der einstigen Bachniederung aber auch danach noch lange Zeit unbebaut und werden lediglich für die Stadtgärtnerei und später als öffentlicher Quartierspark (Bornpark) genutzt. Erst nach dem Zweiten Weltkrieg entsteht hier ab den 1950er Jahren der zentrale Universitäts-Campus (Von-Melle-Park) mit Auditorium Maximum, Philosophenturm, Studentenhaus und weiteren Gebäuden.

## Heutiger Zustand
Dem Bezirksamt Eimsbüttel liegen keine gegenwärtigen oder historischen Informationen vor.